# Chipetaia
Chipetaia es un género extinto de primate , perteneciente a la familia Omomyidae. Contiene una única especie,  Chipetaia lamporea que vivió durante el Eoceno medio en América del Norte.  Descrita en 1996 por D. Tab Rasmussen, la especie es conocida a partir de dientes fósiles así como fragmentos de un fémur y huesos del pie trasero. Las estimaciones sobre su peso basadas en el tamaño de dientes y los huesos de la pierna oscilan entre un mínimo de  500 a 700 gramos. y un máximo de 1 kg. El género debe su nombre a Chipeta, antigua jefa  de la tribu Ute.